# Eumecochernes hawaiiensis
Eumecochernes hawaiiensis är en spindeldjursart som först beskrevs av Simon 1900.  Eumecochernes hawaiiensis ingår i släktet Eumecochernes och familjen blindklokrypare. Inga underarter finns listade i Catalogue of Life.